# Cas Voltor
El Cas Voltor (o Cas Inestur) és un escàndol de presumpta corrupció política que va esclatar, el 3 de febrer de 2010, amb la detenció de diversos alts càrrecs d'Unió Mallorquina (UM) en el Govern de les Illes Balears. Arran d'aquestes actuacions policials, el 5 de febrer de 2010, l'aleshores president Francesc Antich va expulsar Unió Mallorquina del govern i de les altres institucions en les quals governava l'anomenat Pacte de Progrés, i va afrontar en minoria la resta de la legislatura 2007-2011.

## Actuacions preliminars

### Primera fase
La investigació s'inicià per la denúncia dels representants de l'empresa Cubic, contra un concurs, per valor de 360.000 euros, suposadament manipulat per la direcció de l'Institut d'Estratègia Turística de les Illes Balears (Inestur) sobre estudis de mercat per al sector. La Fiscalia Anticorrupció de les Illes Balears analitzà la documentació i inicià escoltes telefòniques que es perllongaren durant dos mesos. Per aquests fets foren detinguts Antoni Oliver, exgerent de Inestur, i Miquel Àngel Flaquer, que el primer responsabilitzà de l'alteració del concurs.
A partir d'aquí, s'obriren nous fronts, un dels quals feia referència a l'adquisició d'un complex sistema telefònic automàtic en diferents llengües. L'Inestur encarregà aquest projecte, valorat entorn del milió d'euros, al Consorci d'Informàtica Local de Mallorca (Cilma), en considerar que era l'únic que el podia desenvolupar. No obstant això, Cilma hauria contractat directament Minser, una empresa de telecomunicacions de Palma, per fer la feina. Tots els càrrecs d'Inestur i de Cilma que prengueren aquestes decisions i que podrien haver fet actuacions constitutives d'un delicte de prevaricació administrativa eren d'UM. Els investigadors sospitaven, també, que Minser tenia relació amb el partit. Inestur, Cilma i Minser foren escorcollades per la policia entre el 3 i el 4 de febrer, i es va detenir Joan Sastre Barceló, Director General de Promoció Turística; Antoni Rebassa Rosselló, Director de l'àrea d'Inversions per a la Millora de l'Entorn Turístic; i Àlvaro Llompart Adrover, responsable de la unitat econòmica de l'Inestur i comptable d'UM.
Arran de les escoltes telefòniques, es descobrí que Miquel Nadal, exconseller de Turisme del Govern, podria haver influït perquè el regidor d'UM a Sóller Tomàs Plomer rebés un contracte menor de 12.000 euros per una feina que no va fer. Segons que sembla, Plomer es queixava de la poca retribució que rebia de l'Ajuntament, demanà ajuda a Nadal, qui influí perquè fes un estudi per al qual no tindria capacitació. Plomer, en ser detingut, ratificà que no havia fet la feina, la qual cosa motivà la immediata detenció i posada a disposició judicial de Nadal.
El 6 de febrer de 2010, Enrique Morell García, titular del Jutjat d'Instrucció número 9 de Palma, imputà a la trama d'Inestur el desviament d'1,2 milions d'euros; i atribuí als acusats els delictes de frau, malversació de doblers públics, prevaricació i suborns. El jutge va decretar 100.000 euros de fiança per als expresidents d'UM Miquel Nadal i Miquel Àngel Flaquer, fiança de 100.000 euros per a Antoni Oliver i per a Joan Sastre, i de 75.000 euros per a Àlvar Llompart. En canvi, el jutge va deixar Antoni Rebassa en llibertat sense fiança amb l'obligació de comparèixer periòdicament als jutjats.

### Segona fase
En un segon moment, el 15 de març de 2010, la policia va detenir Francesc Buils, exconseller de Turisme del Govern, i Jacint Farrús —empresari propietari, entre d'altres, de la televisió local Canal 4 i la productora Serveis Balears de Televisió (contractada per a tres anys, es va rescindir el contracte en setembre de 2010, per la mala qualitat dels serveis informatius)—, així com dos dels responsables de l'empresa informàtica Minser.
Aquesta fase del cas Voltor s'hauria accelerat amb la confessió de l'exgerent del Consorci d'Informàtica de Mallorca, Eugeni Losada Amengual, qui va incriminar Buils de manipular concursos, en benefici de Minser, a canvi del cobrament de comissions. Losada hauria pactat amb la Fiscalia. Així mateix, s'apuntà el fet que s'hagués col·locat gent propera a UM en les empreses adjudicatàries dels contractes, un fet similar als investigats dins l'operació Maquillatge.
El 17 de març, els quatre detinguts quedaren en llibertat sota fiança de 100.000 euros i l'obligació de comparèixer cada quinze dies al jutjat. En l'acte de la jutgessa d'Instrucció número 10 de Palma, María del Carmen Abrines Martí, es considera que els propietaris de Minser s'havien posat d'acord amb Buils, quan era conseller de Turisme, per fer-se seus fins a 1.630.000 euros de les arques públiques, manipulant dos contractes convocats pel Consorci d'Informàtica Local de Mallorca entre els anys 2006 i 2009. Presumptament, els responsables de Minser pagaren una comissió o suborn de 30.000 euros per a Buils i de 30.000 més per a Eugenio Losada, gerent del Consorci, per guanyar els concursos. A més a més, es posaren d'acord l'any 2006 amb Miquel Nadal, que aleshores era vicepresident del Consell Insular de Mallorca, perquè Minser contractàs durant mig any set persones pròximes a UM perquè fessin feines per al partit polític, amb vista a les eleccions del 2007, i per això se'ls imputa també un delicte electoral.

## Repercussions polítiques
El 5 de febrer de 2010, Francesc Antich va expulsar Unió Mallorquina del Govern de les Illes Balears, una decisió que fou secundada per Francina Armengol i per Aina Calvo en el Consell Insular de Mallorca i en l'Ajuntament de Palma, respectivament. Antich justificà la decisió de trencar amb UM; perquè "no podem tolerar situacions com en el passat, en què es feia un mal ús dels doblers públics", i advertí que "la imatge de les Illes no pot estar associada a la corrupció". Això tenia com a precedents una sèrie d'altres casos de corrupció en què UM es va veure implicada durant la legislatura 2007-2011 (Pla Territorial, Son Oms, Can Domenge, Maquillatge, Peatge) que havien tensat molt les relacions amb els restants socis de govern, fins a l'extrem que el 18 de desembre de 2009 Esquerra Republicana, com a protesta pels escàndols d'UM, ja havia abandonat els càrrecs de responsabilitat dins les tres administracions.
A conseqüència de tal decisió, es va trencar l'anomenat pacte de progrés; i el control del Govern, del Consell de Mallorca i de l'Ajuntament de Palma van restar en mans únicament de PSIB i Bloc, en minoria en totes tres institucions.

## Peces separades
1. Plomer. Condemna
2. Fundació Coint
3. Banif. Arxivada
4. IMET. Condemna
5. Martínez Cañamero
6. Periodistes
7. Fullets
8. Mario Morales
9. Marxant
10. Spa
11. Minser
12. Contractació irregular de treballadors de Cilma
13. Contractes fraccionats i manipulats
14. Porreres